# Jan Rijken
Hendrik Laurens (Jan) Rijken (Rotterdam, 1 oktober 1857- Deventer, 9 april 1921) ) was een Nederlands pianist en (koor-)dirigent.
Hij was zoon van pianobouwer Wannerus Georgius Adrianus Rijken (Gebr. Rijken en De Lange) en Susanna Louisa Reichert. Hijzelf was getrouwd met Carolina Jacoba van Harderwijk. Twee van hun kinderen verhuisden naar Nederlands-Indië, van zoon George Jan Rijken en kleinzoon Jan Rijken, zijn foto's bewaard gebleven genomen tijdens hun verblijf in cultuurmaatschappij Mandjoong te Delanggu (G.J. Rijken was er administrateur).
Hij kreeg zijn opleiding aan de Rotterdamse Muziekschool van docenten Friedrich Gernsheim, Theodoor Verhey (compositieleer en muziektheorie), Joh.H. Sikemeier (piano) en Samuel de Lange sr. (orgel). Hij maakte zijn studie af aan het Conservatorium te Brussel onder docent Louis Brassin.
Nog voor zijn studie in Brussel werd hij in 1876 organist van de Deutsche Evangelische Gemeinde in Rotterdam en in januari pianoleraar aan de muziekschool te Schiedam. Hij bespeelde als leerling en vriend van Samuel de Lange ook wel het orgel van de Sint-Laurenskerk te Rotterdam. Hij vertrok naar het oosten van het land en was in 1879-1880 directeur van de afdeling Winterswijk van de Maatschappij tot Bevordering der Toonkunst. Hij maakte de overstap naar een zangvereniging in Lochem (1880-1882).  In 1880 werd hij tevens dirigent van een mannen- en gemengd koor te Deventer, alwaar hij in 1882 ook leraar werd voor tientallen jaren van de muziekschool. In 1896 aanvaardde hij eenzelfde functie aan de rijksnormaalschool in Apeldoorn; hij kon niet wennen en keerde terug naar Deventer. Vanuit daar maakte hij muziekreizen met Willem Kes, Wilhelmina Gips, Steven van Groningen en Anna Blaauw. In Apeldoorn werd hij door koningin-regentes Emma van Waldeck-Pyrmont benoemd tot huisorganist aan Paleis Het Loo, maar hoelang hij die functie bekleedde is niet bekend.
Ook compositorisch gebied liet hij van zich horen. Enige bekendheid verkregen zijn drie opera’s Norma (1889) en Der Falsche Czar (libretto Paul Haase) en De Heilige (libretto van Marie Metz-Koning (1912). Hij schreef ook de cantate Pergolese voor solisten, koor en orkest, het werk werd onderscheiden door de Nederlandsche Toonkunstenaars Vereeniging. In 1904 werd hij bestuurder binnen die vereniging. Hij trad meermalen op als examinator aan conservatoria, onder andere aan het Haags conservatorium.
Op speeltechnisch gebied schreef hij van 1904 tot 1907 voor muziekblad Caecilia een klaviermethodiek (Nieuw Klaviermethodes).
- Gemeinsame Normdatei: 14326544X
- International Standard Name Identifier: 0000 0001 1186 3635
- Nederlandse Thesaurus van Auteursnamen: 187559007
- Virtual International Authority File: 162779264
- WorldCat: E39PBJgRTW9mRwthrtc4YF9JjC